# Elezioni regionali in Sardegna del 1979
Le elezioni regionali in Sardegna del 1979 si tennero il 17 giugno.
La legislatura visse di continua instabilità, con sette presidenze e ancor più giunte, e due ribaltoni che portarono dapprima la prima maggioranza di sinistra della regione nel 1980 per poi rimuoverla nel 1982.

## Risultati
| Liste                                                  | Voti    | %     | Seggi |
| ------------------------------------------------------ | ------- | ----- | ----- |
| Democrazia Cristiana (DC)                              | 343.208 | 37,74 | 32    |
| Partito Comunista Italiano (PCI)                       | 238.881 | 26,27 | 22    |
| Partito Socialista Italiano (PSI)                      | 101.429 | 11,15 | 9     |
| Movimento Sociale Italiano - Destra Nazionale (MSI-DN) | 48.695  | 5,35  | 4     |
| Partito Socialista Democratico Italiano (PSDI)         | 42.304  | 4,65  | 4     |
| Partito Sardo d'Azione (PSd'Az)                        | 30.238  | 3,33  | 3     |
| Partito Repubblicano Italiano (PRI)                    | 29.701  | 3,27  | 3     |
| Partito Radicale (PR)                                  | 28.059  | 3,09  | 2     |
| Partito Liberale Italiano (PLI)                        | 18.073  | 1,99  | 1     |
| Nuova Sinistra Sarda (NSS)                             | 10.254  | 1,13  | -     |
| Democrazia Nazionale - Costituente di Destra (DN-CD)   | 9.199   | 1,01  | -     |
| Partito di Unità Proletaria per il Comunismo (PDUP)    | 8589    | 0,94  | -     |
| MES                                                    | 745     | 0,08  | -     |
| Totale                                                 | 909.375 |       | 80    |

| Riepilogo dei seggi | Riepilogo dei seggi | Riepilogo dei seggi | Riepilogo dei seggi | Riepilogo dei seggi | Riepilogo dei seggi | Riepilogo dei seggi |
| ------------------- | ------------------- | ------------------- | ------------------- | ------------------- | ------------------- | ------------------- |
|                     |                     |                     |                     |                     |                     |                     |
| PCI                 | 22                  | ━                   |                     | PSI                 | 9                   | ━                   |
| PSDI                | 4                   | ▲ 1                 |                     | PSd'Az              | 3                   | ▲ 2                 |
| PR                  | 2                   | Nuovo               |                     | PRI                 | 3                   | ▲ 2                 |
| DC                  | 32                  | ━                   |                     | PLI                 | 1                   | ━                   |
| MSI-DN              | 4                   | ▼ 2                 |                     |                     |                     |                     |